# مجموعه باغ رو آب
مجموعه باغ رو آب مربوط به اوایل دوره قاجار است و در یزد، خیابان آیت ا کاشانی، مهدی‌آباد واقع شده و این اثر در تاریخ ۱۷ اسفند ۱۳۸۱ با شمارهٔ ثبت ۷۷۷۹ به‌عنوان یکی از آثار ملی ایران به ثبت رسیده است.